# Христианство на Украине
Христианство на Украине — самая распространённая религия в стране.
По данным исследовательского центра Pew Research Center в 2010 году на Украине проживало 38,1 млн христиан, которые составляли 83,8 % населения этой страны. Энциклопедия «Религии мира» Дж. Г. Мелтона оценивает долю христиан в 2010 году в 84,1 % (38 млн верующих).
Крупнейшим направлением христианства в стране является православие. В 2000 году на Украине действовало 19,5 тыс. христианских церквей и мест богослужения, принадлежащих 67 различным христианским деноминациям.
Помимо украинцев, христианами также являются большинство живущих в стране русских, цыган, русин, белорусов, молдаван, болгар, венгров, румын, поляков, армян, греков, грузин, немцев, гагаузов, литовцев, словаков, латвийцев, осетин и др.